# Marius Skarupskas
Marius Skarupskas (* 26. September 1981 in Kaunas) ist ein litauischer Politiker, Vizeminister.

## Leben
Nach dem Abitur 2000 an der Mittelschule Veisiejai in der Rajongemeinde Lazdijai absolvierte Skarupskas von 2000 bis 2004 das Bachelorstudium der Informologie und 2006 das Studium der Public Relations an der Kommunikationsfakultät der Vilniaus universitetas (VU). Von 2002 bis 2005 war er Journalist und Marketingleiter bei UAB „Naujosios komunikacijos leidyba“. Von 2005 bis 2008 arbeitete er bei UAB „Veritana“. Von 2009 bis 2010 lehrte er als Lektor Veränderungsmanagement an der VU.
Von 2008 bis 2013 war Leiter  der Unterabteilung für Business-Lizenzierung und Erlaubnisse der Stadtverwaltung der Stadtgemeinde Vilnius.
Seit 2013 ist er stellvertretender Wirtschaftsminister Litauens, Stellvertreter von Ministerin Birutė Vėsaitė im Kabinett Butkevičius.   Seit dem 22. April 2015 ist er Mitglied im Rat der Stadtgemeinde Vilnius.
Skarupskas ist Mitglied von Lietuvos socialdemokratų partija, Vorstandsmitglied von Lietuvos socialdemokratinio jaunimo sąjunga.
Skarupskas ist ledig.
Marius Skarupskas spricht Englisch und Russisch.